# Stephanie zu Windisch-Graetz (1909-2005)
Stephanie Eleonore Maria Elisabeth Kamilla Philomena Veronika zu Windisch-Graetz (Ploskovice, 9 juli 1909 — Ukkel, 7 september 2005) was een rechtstreekse afstammelinge van zowel koning Leopold II van België als van keizerin Elisabeth van Oostenrijk-Hongarije (Sisi). Door haar afkomst was ze verwant aan verschillende Europese koningshuizen. Zelf was zij een kleindochter van aartshertog Rudolf van Oostenrijk en prinses Stefanie van België, haar moeder aartshertogin Elisabeth Marie van Oostenrijk was gehuwd met prins Otto zu Windisch-Graetz.

## Levensloop
Prinses Stéphanie had drie oudere broers, onder wie Franz Joseph zu Windisch-Graetz (1904–1981), vader van twee kinderen, onder wie een andere prinses Stephanie zu Windisch-Graetz (1939–2019).
In haar jeugd pendelde ze tussen het Habsburgse en het Belgische hof. Ze was min of meer verstoten door de familie. Alleen met haar oudtante prinses Clementine had ze een goede relatie, ze schreven regelmatig brieven. Intimi noemden haar Fee. Zij zette haar eerste stappen op Belgische bodem onder toezicht van Clementine. Later werd ze voorgesteld aan koning Leopold III, koningin Astrid en koningin Elisabeth. Ze had niet zoveel vrienden, maar kon goed overweg met de dochter van prinses Clementine.
In 1933 huwde ze met de Belgische graaf Pierre d'Alcantara de Querrieu, met wie ze een zoon kreeg: Graaf Alvar Etienne d'Alcantara de Querrieu (30 juli 1935 – 5 augustus 2019). Ze bleef bevriend met prinses Clementine en haar man werd opgenomen in de hofhouding van Leopold III. Haar echtgenoot stierf in een concentratiekamp (hij was actief in het Belgische verzet). Ze hertrouwde in 1945 met Karl Axel Björklund (1909-1986), met wie zij ook een zoon kreeg: Bjorn-Axel Björklund (20 oktober 1944 – 7 september 1995). 
Op 96-jarige leeftijd stierf de prinses. Zij schonk haar lichaam aan de wetenschap. 